# 尹鉉
尹 鉉（ユン・ヒョン、朝: 윤 현、英: Yoon Hyun、1966年4月5日 - ）は大韓民国出身の柔道選手。階級は60kg級及び65kg級。慶尚南道三千浦市（現・泗川市）出身。

## 人物
1989年の世界選手権準決勝では、ソ連のアミラン・トチカシビリが仕掛けてきた内股を横車で切り返して一旦は勝ち名乗りを受けるものの、その後、相手の内股がきまったものと判断されて3位に終わった。1991年の世界選手権では決勝で越野忠則に0-3の判定で敗れた。1992年バルセロナオリンピックでは決勝でEUNのナジム・グセイノフに効果を取られて2位に終わった。その後は66kg級に階級を上げるが、以前ほどの活躍は見られなかった。

## 主な戦績
60kg級での戦績
- 1987年 - ドイツ国際　優勝
- 1987年 - 韓国国際　優勝
- 1989年 - 世界選手権　3位
- 1990年 - フランス国際　2位
- 1991年 - ドイツ国際　優勝
- 1991年 - 世界選手権　2位
- 1991年 - アジア選手権　優勝
- 1992年 - バルセロナオリンピック　2位

66kg級での戦績
- 1993年 - ドイツ国際　2位
- 1993年 - 東アジア大会　2位
- 1993年 - 韓国国際　3位